# Lista de governadores do Montana
O governador de Montana é o chefe do poder executivo do estado norte-americano de Montana e comandante das forças armadas do estado. O governador deve fazer cumprir as leis do estado e aprovar ou vetar projetos formulados pela Câmara e pelo Senado de Montana. O Território de Montana foi criado em 1864, e o estado foi admitido à União em 8 de novembro de 1889.
O atual governador é o republicano Greg Gianforte, no cargo desde 4 de janeiro de 2021.

## Lista de Governadores

### Governadores do Território de Montana
| Nº | Governador             | Imagem | Inicio de mandato | Fim de mandato |
| -- | ---------------------- | ------ | ----------------- | -------------- |
| 1  | Sidney Edgerton        |        | 1864              | 1866           |
| *  | Thomas Francis Meagher |        | 1865              | 1866           |
| 2  | Green Clay Smith       |        | 1866              | 1869           |
| *  | James Tufts            |        | 1869              | 1869           |
| 3  | James Mitchell Ashley  |        | 1869              | 1870           |
| *  | Wiley Scribner         |        | 1869              | 1870           |
| 4  | Benjamin F. Potts      |        | 1870              | 1883           |
| 5  | John Schuyler Crosby   |        | 1883              | 1884           |
| 6  | B. Platt Carpenter     |        | 1884              | 1885           |
| 7  | Samuel Thomas Hauser   |        | 1885              | 1887           |
| 8  | Preston Leslie         |        | 1887              | 1889           |
| 9  | Benjamin F. White      |        | 1889              | 1889           |

### Governadores do estado de Montana
| Número | Governador          | Data da posse          | Data da saída          | Partido     | Notas |
| ------ | ------------------- | ---------------------- | ---------------------- | ----------- | ----- |
| 1      | Joseph Toole        | 8 de novembro de 1889  | 1 de janeiro de 1893   | Democrata   |       |
| 2      | John E. Rickards    | 2 de janeiro de 1893   | 3 de janeiro de 1897   | Republicano |       |
| 3      | Robert Burns Smith  | 4 de janeiro de 1897   | 7 de janeiro de 1901   | Democrata   |       |
| 4      | Joseph Toole        | 7 de janeiro de 1901   | 1 de abril de 1908     | Democrata   |       |
| 5      | Edwin L. Norris     | 1 de abril de 1908     | 5 de janeiro de 1913   | Democrata   |       |
| 6      | Sam V. Stewart      | 6 de janeiro de 1913   | 2 de janeiro de 1921   | Democrata   |       |
| 7      | Joseph M. Dixon     | 3 de janeiro de 1921   | 4 de janeiro de 1925   | Republicano |       |
| 8      | John E. Erickson    | 4 de janeiro de 1925   | 15 de março de 1933    | Democrata   |       |
| 9      | Frank Henry Cooney  | 15 de março de 1933    | 15 de dezembro de 1935 | Democrata   |       |
| 10     | Elmer Holt          | 15 de dezembro de 1935 | 4 de janeiro de 1937   | Democrata   |       |
| 11     | Roy E. Ayers        | 4 de janeiro de 1937   | 6 de janeiro de 1941   | Democrata   |       |
| 12     | Sam C. Ford         | 6 de janeiro de 1941   | 3 de janeiro de 1949   | Republicano |       |
| 13     | John W. Bonner      | 3 de janeiro de 1949   | 5 de janeiro de 1953   | Democrata   |       |
| 14     | J. Hugo Aronson     | 5 de janeiro de 1953   | 2 de janeiro de 1961   | Republicano |       |
| 15     | Donald Grant Nutter | 2 de janeiro de 1961   | 25 de janeiro de 1962  | Republicano |       |
| 16     | Tim Babcock         | 25 de janeiro de 1962  | 6 de janeiro de 1969   | Republicano |       |
| 17     | Forrest H. Anderson | 6 de janeiro de 1969   | 1 de janeiro de 1973   | Democrata   |       |
| 18     | Thomas Lee Judge    | 1 de janeiro de 1973   | 5 de janeiro de 1981   | Democrata   |       |
| 19     | Ted Schwinden       | 5 de janeiro de 1981   | 2 de janeiro de 1989   | Democrata   |       |
| 20     | Stan Stephens       | 2 de janeiro de 1989   | 4 de janeiro de 1993   | Republicano |       |
| 21     | Marc Racicot        | 4 de janeiro de 1993   | 1 de janeiro de 2001   | Republicano |       |
| 22     | Judy Martz          | 1 de janeiro de 2001   | 3 de janeiro de 2005   | Republicano |       |
| 23     | Brian Schweitzer    | 3 de janeiro de 2005   | 7 de janeiro de 2013   | Democrata   |       |
| 24     | Steve Bullock       | 7 de janeiro de 2013   | 4 de janeiro de 2021   | Democrata   |       |
| 25     | Greg Gianforte      | 4 de janeiro de 2021   | presente               | Republicano |       |